# John Adams Jackson

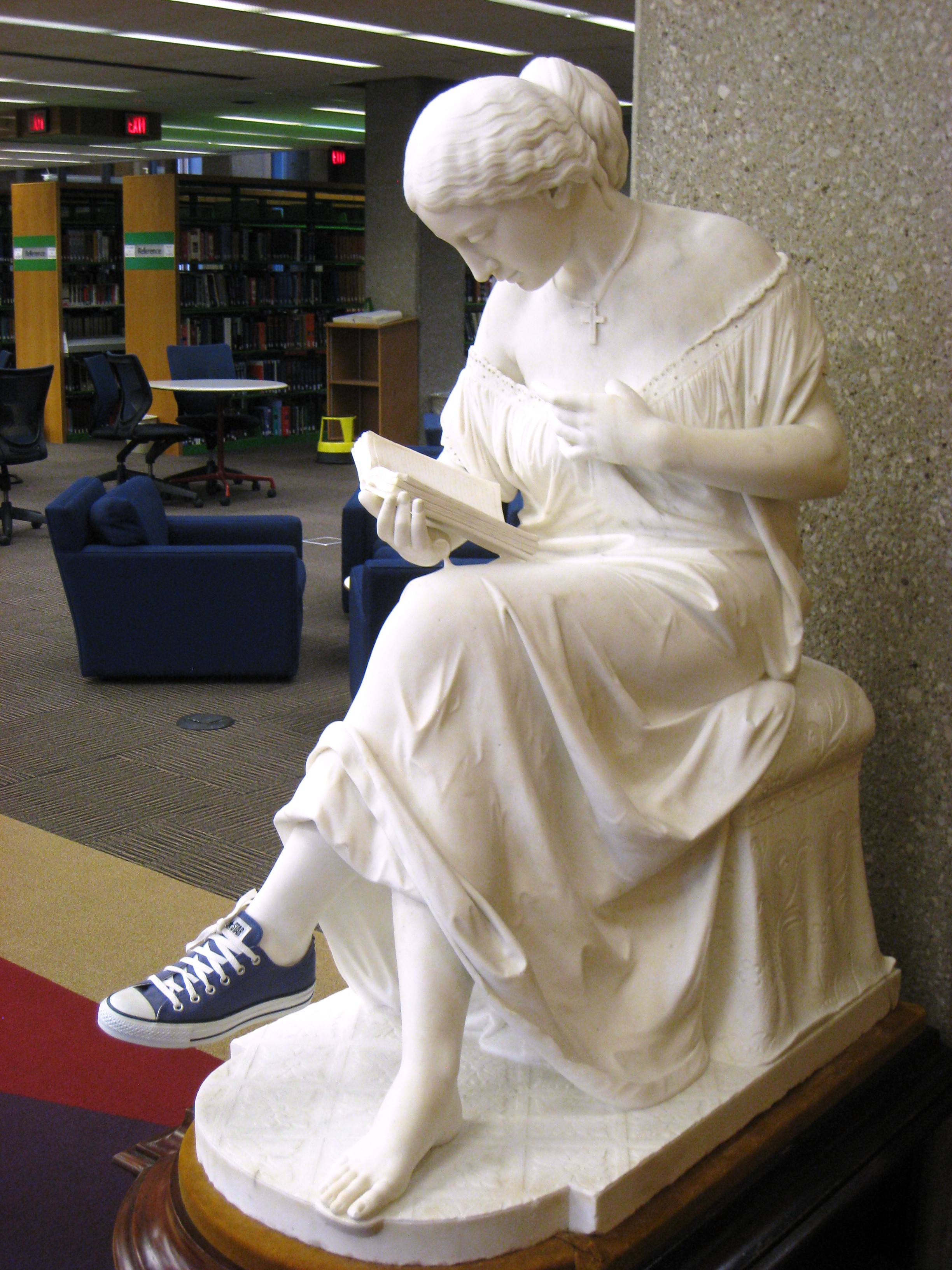
Das lesende Mädchen

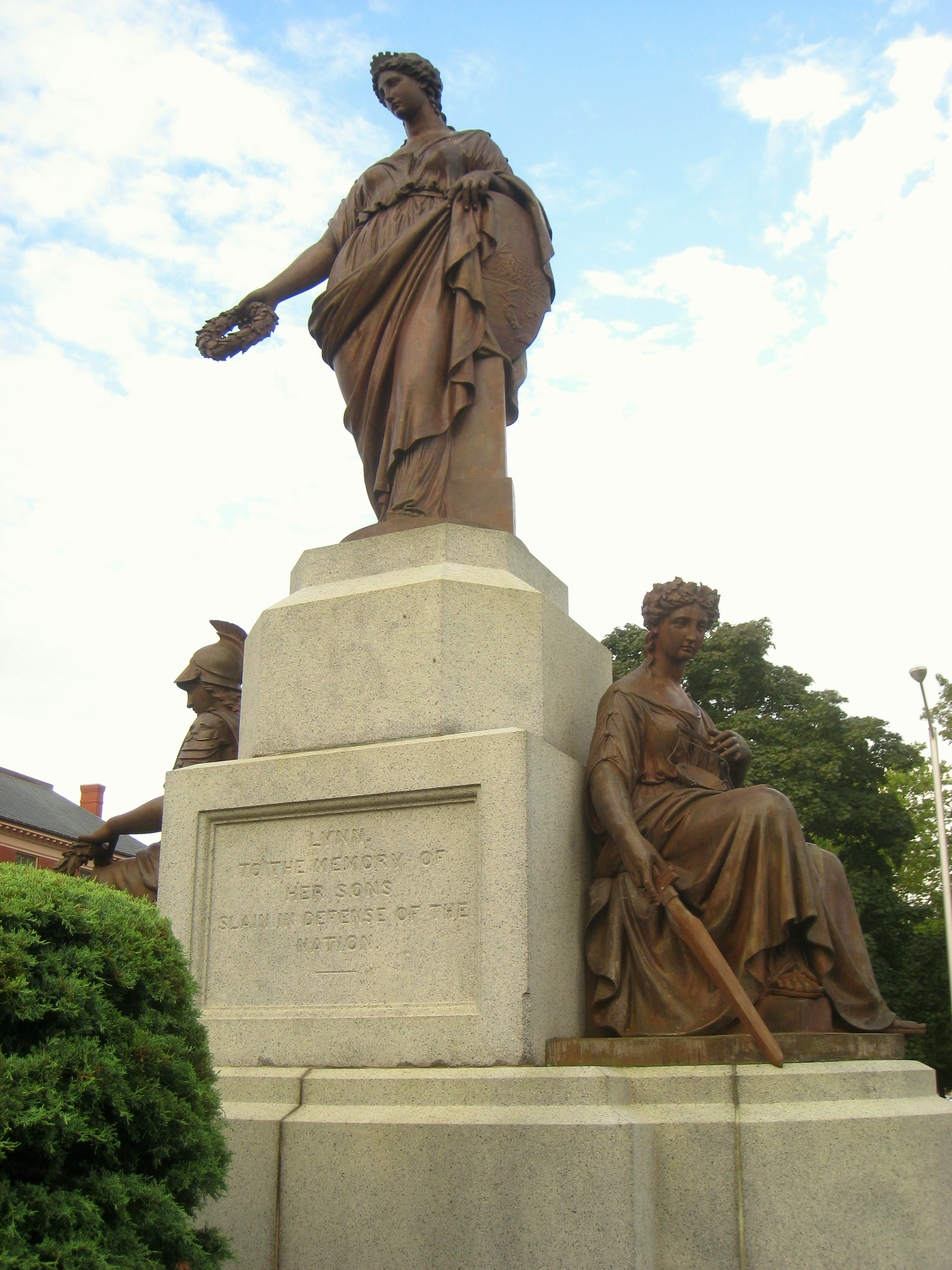
Kriegerdenkmal in Lynn (Massachusetts)

John Adams Jackson (* 5. November 1825; † 30. August 1878) war ein amerikanischer Bildhauer.

## Leben
John Adams Jackson erhielt seinen ersten Unterricht in der Kunst durch Johnston in Boston, begann darauf in Paris 1851 seine bildnerische Tätigkeit mit einigen Porträtbüsten und arbeitete in diesem Fach mit großem Erfolg.
1828 ging er nach New York, um sich nun auch der idealen Bildnerei zuzuwenden. Als er 1860 mit der Anfertigung eines Denkmals für den Nordpolfahrer Elisha Kent Kane beauftragt wurde, fand das Modell allgemeinen Beifall und wurde in Florenz in Bronze ausgeführt.
Dort modellierte er die Gruppe Eva und der tote Abel (Marmorausführung in Philadelphia), die von der amerikanischen Kritik als ein Meisterwerk gepriesen wurde.
Dann folgten eine Statue des Herbstes, ein bogenspannender Amor, Amor auf einem Schwan und die schuldige Fee.
Außerdem schuf er zahlreiche Porträtbüsten und Medaillons. 1869 entstand die Statue eines lesenden Mädchens; 1873 stellte er in Wien eine Statue, Musidora (nach James Thomsons Jahreszeiten), aus.
1874 wurde sein ehernes Kriegerdenkmal in Lynn (Massachusetts) enthüllt, das die Stadtgöttin darstellt mit einem Lorbeerkranz in der Hand, am Postament die Gestalten der Gerechtigkeit und des Kriegs.